# Карвер (Массачусетс)
Карвер (англ. Carver) — місто (англ. town) в США, в окрузі Плімут штату Массачусетс. Населення — 11 645 осіб (2020).

## Демографія
Згідно з переписом 2010 року, у місті мешкало 11 509 осіб у 4297 домогосподарствах у складі 3131 родини. Було 4600 помешкань
Расовий склад населення:
| - 95,6 % — білих - 1,2 % — чорних або афроамериканців - 0,4 % — азіатів - 0,2 % — корінних американців - 1,0 % — осіб інших рас |

До двох чи більше рас належало 1,7 %. Частка іспаномовних становила 1,1 % від усіх жителів.
За віковим діапазоном населення розподілялося таким чином: 22,6 % — особи молодші 18 років, 62,4 % — особи у віці 18—64 років, 15,0 % — особи у віці 65 років та старші. Медіана віку мешканця становила 42,3 року. На 100 осіб жіночої статі у місті припадало 95,1 чоловіків;  на 100 жінок у віці від 18 років та старших — 93,0 чоловіків також старших 18 років.
Середній дохід на одне домашнє господарство  становив 87 007 доларів США (медіана — 73 904), а середній дохід на одну сім'ю — 104 771 долар (медіана — 93 304). Медіана доходів становила 58 244 долари для чоловіків та 52 011 долар для жінок. За межею бідності перебувало 4,6 % осіб, у тому числі 5,1 % дітей у віці до 18 років та 6,9 % осіб у віці 65 років та старших.
Цивільне працевлаштоване населення становило 5909 осіб. Основні галузі зайнятості: освіта, охорона здоров'я та соціальна допомога — 25,7 %, роздрібна торгівля — 11,9 %, будівництво — 9,4 %, виробництво — 8,2 %.